# Sêd Patera
La Sêd Patera è una struttura geologica della superficie di Io.